# Verde-amarelismo
O Movimento Verde-Amarelo (ou Verde-Amarelismo) foi um movimento literário modernista brasileiro fundado por Cassiano Ricardo, Menotti Del Picchia e Plínio Salgado em 1926. Propunha um nacionalismo puro: sem interferência de características europeias, com tendências nativistas.

## Como Surgiu
O Movimento Verde-Amarelo surgiu em 1926, pela conferência "A Anta e o Curupira" de Plínio Salgado, como resposta ao Manifesto do Pau-Brasil (1924), que segundo os "verde-amarelos", levava consigo um "nacionalismo afrancesado" apresentado principalmente por Oswald de Andrade.

### Antologia
Em 24 de fevereiro de 1927, Oswald escreveu um artigo intitulado Antologia (em sua coluna Feira das Quintas publicada no Jornal do Comércio) onde respondeu o movimento com sátiras, usando palavras que começavam ou terminavam com  v'anta' .

### Fragmento
Através do jornal paulistano Correio do Povo em 17 de maio 1929, o grupo Verde-amarelista novamente responde com uma publicação intitulada Nhenguaçu Verde-Amarelo - Manifesto do Verde-Amarelismo ou da Escola da Anta. Segue abaixo um fragmento do manifesto:
"O grupo 'verdamarelo', cuja regra é a liberdade plena de cada um ser brasileiro como quiser e puder; cuja condição é cada um interpretar o seu país e o seu povo através de si mesmo, da própria determinação instintiva; - o grupo 'verdamarelo', à tirania das sistematizações ideológicas, responde com a sua alforria e a amplitude sem obstáculo de sua ação brasileira (...) Aceitamos todas as instituições conservadoras, pois é dentro delas mesmo que faremos a inevitável renovação do Brasil, como o fez, através de quatro séculos, a alma da nossa gente, através de todas as expressões históricas. Nosso nacionalismo é 'verdamarelo' e tupi. (...)"
O grupo dos verde-amarelos, por sua vez, tinha ideias bastante diferentes: propunha um "retorno ao passado", considerado como o depositário das nossas verdadeiras tradições. Via no popular, com sua índole pacífica, a alma da nacionalidade, a ser guiada pelas elites político-intelectuais do país. Nesse manifesto, defendia as fronteiras nacionais contra as influências culturais estrangeiras.

## Trechos ditos pelosVerdeamarelistas
"Há uma retórica feita de palavras, como há uma retórica feita de ideias. No fundo, são ambas feitas de artifícios e esterilidades."
"Combatemos, desde 1921, a velha retórica verbal, não aceitamos uma nova retórica submetida a três ou quatro regras, de pensar e de sentir. Queremos ser o que somos: brasileiros. Barbaramente, com arestas sem auto-experiências, sem psicanálises e nem Teoremas."
"Convidamos a nossa geração a produzir sem discutir. Bem ou mal, mas produzir. Há sete anos que a Literatura brasileira está em discussão. Procuremos escrever sem espírito preconcebido, não por mera experiência de estilos, ou para veicular teorias, sejam elas quais forem, mas com o único intuito de os revelarmos, livres de todos os prejuízos."

## Algumas obras do Movimento
- Cassiano Ricardo - Prala Pracá
- Plínio Salgado - Literatura e Política
- Menotti Del Picchia - Flama e Argila